# Acció del 18 de juny de 1918
L'acció de 18 de juny de 1918 va ser un atac a dues naus aliades prop de Bermudes per un U-boot de la Kaiserliche Marine durant la Primera Guerra Mundial.
El submarí va poder enfonsar un vaixell mercant aliat, però no va poder destruir el creuer auxiliar estatunidenc que va arribar per a ajudar el vaixell mercant.

## L'acció
El SS Dwinsk era un vaixell mercant amb pavelló britànic conegut per la seva participació en la guerra al mar. El 18 de juny de 1918, mentre navegava per l'Atlàntic des de França cap a Newport News, Virginia, el SS Dwinsk es va trobar amb el submarí alemany SMU U-151 al voltant de 350 milles nàutiques (640 km) de Bermudes.

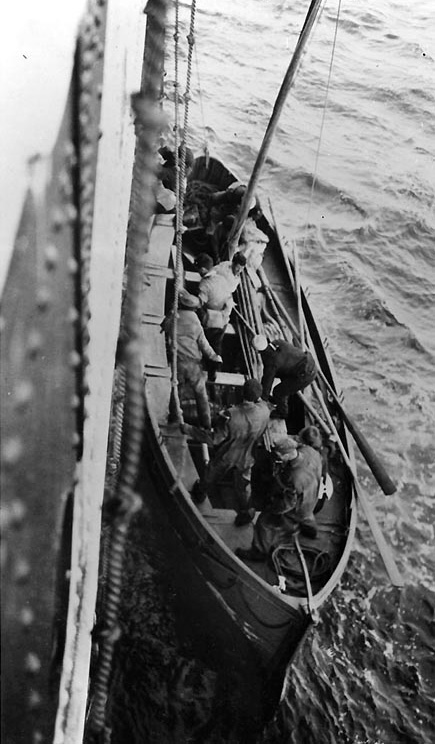
USS Siboney rescatant un bot salvavides del SS Dwinsk

El submarí va emergir i va disparar un torpede al vaixell britànic indefens, causant-li danys greus. No es coneix cap trucada d'auxili enviat pel SS Dwinsk. Es va confirmar la mort de voltant de 22 mariners britànics i d'uns quants amb lesions poc importants.
L'acció del SMU U-151 no va acabar aquí. En lloc de fugir després d'enfonsar el SS Dwinsk, va esperar en les proximitats a les embarcacions aliades que vinguessin a rescatar els bots salvavides britànics. El submarí alemany va romandre en la zona durant unes hores, utilitzant als britànics com a esquer.
L'USS Von Steuben, que tornava cap als Estats Units després d'haver viatjat a Brest, França, va albirar les restes del SS Dwinsk a més de cinc milles de distància. El que els estatunidencs van veure eren set bots salvavides que semblaven estar buits; els bots semblaven estar buits perquè el capità del SS Dwinsk havia ordenat a la tripulació que s'ajagués per a evitar que els vaixells aliats s'apropessin i fossin atacats pels alemanys. De totes maneres, l'USS Von Steuben es va apropar, realitzant moviments en ziga-zaga com una mesura contra un atac amb torpedes.
Quan l'USS Von Steuben va voler començar a recollir els bots salvavides britànics, arran va ser vist un torpede que s'apropava cap a la popa del vaixell des de babord. Ràpidament es va informar el capità estatunidenc, que va ordenar a la seva tripulació que es fiqués als seus llocs de combat. L'USS Von Steuben va disparar els seus primers projectils contra el torpede, mentre que una altra torreta va disparar sobre el periscopi del SMU U-151 que va ser vist a l'altre extrem de el deixant del torpede. Els trets contra el torpede no van complir el seu objectiu, però l'USS Von Steuben va ser capaç de maniobrar prou de pressa per a mantenir-se fora de la trajectòria del torpede, que va passar a només pocs metres del vaixell. Un cop situat sobre l'última posició del submarí, els estatunidencs van llençar més de 12 càrregues de profunditat que van sacsejar violentament el submarí, segons els informes dels alemanys, i que el van obligar a emergir.

## Conseqüències
La tripulació de l'USS Von Steuben no va rescatar cap britànic aquella nit; no va ser fins més tard que els estatunidencs van saber que els supervivents estaven ajaguts dins dels bots, ja que el capità estatunidenc no va voler arriscar la seva nau reduint la velocitat per a investigar els bots salvavides. Si l'USS Von Steuben s'hagués aturat per a comprovar els bots salvavides, hauria estat exposat a un atac amb torpedes.
Sis dels set bots salvavides van ser rescatats per altres naus aliades; mai es va saber del setè bot, amb uns 20 homes a bord. L'USS Siboney va rescatar dos bots el 21 de juny i l'USS Rondo va recollir l'últim bot el 28 de juny.
Aquesta va ser l'única acció de combat de l'USS Von Steuben durant la Primera Guerra Mundial.